# القانون الفرنسي (رواية)
القانون الفرنسي (رواية) هي روايةٌ للكاتب والروائي صنع الله ابراهيم (من مواليد القاهرة عام 1937).

## المحتوى
بدأت الرواية بذهاب الدكتور شكري المصري للمشاركة بمؤتمرين في فرنسا؛ أولهما عن الحملة الفرنسية على مصر، والثانية عن القانون الفرنسي المقترح وقتها حول إعادة الاعتبار إلى المرحلة الاستعمارية الفرنسية لمصر في أواخر القرن التاسع عشر، كفترة تاريخية وأنها ذات دور إيجابي تاريخيًا على مصر، ورفع الضرر عن من تضرر من اعتبار تلك الفترة أنها كانت استعمارا، وذلك بحق أبناء الشمال الأفريقي ومنهم في مصر، الذين كانوا مع المستعمر ضد شعوبهم وخرجوا معهم وعاشوا في فرنسا وصاروا جزء من بنيتها الاجتماعية، ومن مشاكلها أيضًا.